# Celestus crusculus
Espèce
Synonymes
- Diploglossus crusculus Garman, 1887
- Diploglossus maculatus Garman, 1888

Statut de conservation UICN

 LC  : Préoccupation mineure
Celestus crusculus est une espèce de sauriens de la famille des Diploglossidae.

## Répartition
Cette espèce est endémique des Antilles. Elle se rencontre à la Jamaïque et aux îles Caïmans.

## Liste des sous-espèces
Selon The Reptile Database (25 mai 2012) :
- Celestus crusculus crusculus (Garman, 1887) de Jamaïque
- Celestus crusculus cundalli Grant, 1940 de Jamaïque
- Celestus crusculus maculatus Garman, 1888 des îles Caïmans
- Celestus crusculus molesworthi Grant, 1940 de Jamaïque

## Publications originales
- Garman, 1887 : On West Indian Geckonidae and Anguidae. Bulletin of the Essex institute, vol. 19, p. 17-24 (texte intégral).
- Garman, 1888 : Reptiles and batrachians from the Caymans and from the Bahamas Collected by Prof. C. J. Maynard for the Museum of Comparative Zoology at Cambridge. Massachusetts Bulletin of the Essex Institute, vol. 20, p. 101-113 (texte intégral).
- Grant, 1940 : The herpetology of Jamaica II. The reptiles. Bulletin of the Institute of Jamaica (Science Series), no 1, p. 61-148.